# لورينزو سكويزي
لورينزو سكويزي (بالإيطالية: Lorenzo Squizzi)‏ (مواليد 20 يونيو 1974 في دومودوسولا - إيطاليا) لاعب كرة قدم إيطالي يلعب حاليا لصالح نادي الدرجة الأولى كييفو فيرونا الإيطالي منذ 2005 في مركز حارس مرمى .

## روابط خارجية
- لورينزو سكويزي على موقع الاتحاد الأوربي (الإنجليزية)
- لورينزو سكويزي على موقع قاعدة بيانات كرة القدم.إي يو (الإنجليزية)
- لورينزو سكويزي على موقع Soccerway.com (الإنجليزية)
- لورينزو سكويزي على موقع عالم كرة القدم.نت (الإنجليزية)
- لورينزو سكويزي على موقع AS.com (الإسبانية)